# Ivan Marija Čok
Ivan Marija Čok, slovenski odvetnik in politik, * 21. marec 1886, Lonjer pri Trstu, † 17. junij 1948, New York.

## Življenje in delo
Čok se je rodil v znani zavedni slovenski družini pri »Županovih« v Lonjerju v predmestju Trsta. Oče mu je bil gostilničar Andrej st., mati mu je bila gostilničarka Jožica (rojena Hrovatin). Gimnazijo je obiskoval v Ljubljani, pravo pa je študiral na Dunaju. Po doktoratu se je posvetil advokaturi v Trstu. Ob ustanovitvi Narodnega sveta v Ljubljani 1918 je v njem zastopal Trst, z Josipom Vilfanom pa je bil tudi član Narodnega sveta v Zagrebu. Na mirovni konferenci v Parizu 1919 je delal v etnografski sekciji jugoslovanske delegacije. Na Primorskem je sodeloval v ilegalni narodnorevolucionarni organizaciji, se 1928 preselil v Jugoslavijo in postal predsednik Zveze jugoslovanskih emigrantov iz Julijske krajine. Po okupaciji 1941 je odšel v ZDA in se kot predsednik Odbora Jugoslovanov iz Italije prizadeval za priključitev Primorske in Istre k Jugoslaviji. Ko je prišel v London, se je zavzemal za sodelovanje med narodnoosvobodilno borbo in kraljevsko vlado v izgnanstvu. Po vrnitvi v Trst (1945) je deloval v študijskem oddelku pokrajinskega narodnoosvobodilnega odbora, vendar se je kmalu vrnil k odvetniškemu delu. Študijsko se je ukvarjal z vprašanjem nove razmejitve med Jugoslavijo in Italijo. Avgusta 1947 so ga v Ljubljani na Nagodetovem procesu proglasili za agenta tuje obveščevalne službe. Zato se je razočarnan napotil k hčerki v ZDA, a je tam nenadoma umrl. Pokopan je na Katinari pri Trstu.
Med vojno je sodeloval pri glasilu Bazovica, ki je v okviru njegove akcije izhajal v Kairu. V angleščini je izdal dve samostojni publikaciji:
- Memorandum of the Committee of the Jugoslavs, That is Slovenes and Croats, under Italy, and their aspirations and claims.
- The First to Resist. Story of the First Underground Movement in this war by Ivan Marija Čok. V slednji opisuje, kako so Slovenci in Hrvati v Italiji bili prvi, ki so se v organizaciji TIGR uprli silam osi.[2]